# Tennessee Titans 2022
La stagione 2022 dei Tennessee Titans è stata la 53ª della franchigia nella National Football League, la 63ª complessiva, la 26ª nello stato del Tennessee e la quinta con Mike Vrabel come capo-allenatore.
Dopo una partenza con un record di 7-3, i Titans collassarono nella seconda parte della stagione, chiusa con una striscia di sette sconfitte consecutive, la loro peggiore dal 2015. Fu la prima stagione con un record negativo sempre dal 2015 e mancarono l'accesso ai playoff per la prima volta dal 2018. Fu la quarta volta nella storia della franchigia che la squadra mancò i playoff l'anno successivo ad avere avuto il miglior record della conference (1994, 2001 e 2009).
I Titans patirono nel corso della stagione prestazioni altalenanti e diversi infortuni, tra cui quelli del quarterback titolare Ryan Tannehill che saltò 5 gare, di Taylor Lewan che perse 15 gare e di Harold Landry che saltò l'intera annata. La squadra concluse con 23 giocatori in lista infortunati, il massimo della lega.

## Scelte nel Draft 2022
| Scelte dei Titans nel Draft 2022 |        |                      |       |            |
| Giro                             | Scelta | Scelta               | Ruolo | College    |
| 1                                | 18     | Treylon Burks        | WR    | Arkansas   |
| 2                                | 35     | Roger McCreary       | CB    | Auburn     |
| 3                                | 69     | Nicholas Petit-Frere | OT    | Ohio State |
| 3                                | 86     | Malik Willis         | QB    | Liberty    |
| 4                                | 131    | Hassan Haskins       | RB    | Michigan   |
| 4                                | 143    | Chigoziem Okonkwo    | TE    | Maryland   |
| 5                                | 163    | Kyle Philips         | WR    | UCLA       |
| 6                                | 204    | Theo Jackson         | S     | Tennessee  |
| 6                                | 219    | Chance Campbell      | LB    | Ole Miss   |

|  | Scelta compensatoria |

## Staff
| Staff dei Tennessee Titans nel 2022 |
| --- |
| Organi dirigenziali - Proprietario – KSA Industries - Proprietario controllante – Amy Adams Strunk - Presidente/CEO – Burke Nihill - Vice presidente esecutivo/general manager – Jon Robinson - Vice presidente presidente dell'amministrazione del football – Vin Marino - Vice presidente del personale dei giocatori – Ryan Cowden - Direttore del personale dei giocatori – Monti Ossenfort - Direttore degli osservatori del college – Jon Salge - Direttore degli osservatori dei professionisti – Brian Gardner - Assistente dir. osservatori dei professionisti – Kevin Turks - Osservatore professionisti – Blaise Taylor - Osservatore college – Matt Miller Capo allenatore - Mike Vrabel Altri allenatori - Preparatore atletico – Frank Piraino - Assistente p.a. – Brian Bell Allenatori dell'attacco - Coordinatore offensivo – Todd Downing - Gioco sui passaggi – Tim Kelly - Quarterback – Pat O'Hara - Running back – Tony Dews - Wide receiver – Rob Moore - Tight end – Luke Steckel - Offensive line – Keith Carter - Assistente offensive line – Mike Sullivan - Assistente offensive line – Jason Houghtaling - Offensive assistant – Erik Frazier Allenatori della difesa - Coordinatore difensivo – Shane Bowen - Defensive line – Terrell Williams - Outside linebacker – Ryan Crow - Inside linebacker – Bobby King - Assistente inside linebacker – Zak Kuhr - Secondary − Anthony Midget - Safety – Scott Booker - Assistente difesa senior – Jim Schwartz Allenatori dello special team - Coordinatore dello special team – Craig Aukerman - Assistente special team – Chase Blackburn |

## Roster
| Roster dei Tennessee Titans nel 2022 |
| --- |
| Quarterback - 17 Ryan Tannehill - 7 Malik Willis Running Back - 44 Tory Carter FB - 36 Julius Chestnut - 25 Hassan Haskins - 22 Derrick Henry - 40 Dontrell Hilliard Wide Receiver - 16 Treylon Burks - 8 Cody Hollister - 18 Kyle Philips - 15 Nick Westbrook-Ikhine - 2 Robert Woods Tight End - 81 Austin Hooper - 85 Chigoziem Okonkwo - 87 Geoff Swaim Offensive Linemen - 55 Aaron Brewer G - 71 Dennis Daley T - 64 Nate Davis G - 60 Ben Jones C - 73 Jamarco Jones G - 62 Corey Levin C - 77 Taylor Lewan T - 78 Nicholas Petit-Frere T - 75 Dillon Radunz G Defensive Linemen - 96 Denico Autry DE - 94 Da'Shawn Hand DE - 90 Naquan Jones NT - 98 Jeffery Simmons DT - 97 Kevin Strong DE - 93 Teair Tart NT - 95 DeMarcus Walker DE Linebacker - 92 Ola Adeniyi OLB - 45 Chance Campbell ILB - 53 Dylan Cole ILB - 41 Zach Cunningham ILB - 48 Bud Dupree OLB - 58 Harold Landry OLB - 51 David Long Jr. ILB - -- Derrek Tuszka OLB - 99 Rashad Weaver OLB Defensive Back - 32 Ugo Amadi CB - 30 Tre Avery CB - 31 Kevin Byard FS - 3 Caleb Farley CB - 26 Kristian Fulton CB - 37 Amani Hooker SS - 20 Lonnie Johnson Jr. SS - 28 Joshua Kalu FS - 21 Roger McCreary CB - 24 Elijah Molden CB - 33 A.J. Moore FS Special Team - 14 Randy Bullock K - 46 Morgan Cox LS - 4 Ryan Stonehouse P Lista delle riserve - 13 Racey McMath WR (IR) - 56 Monty Rice ILB (PUP) - 11 Caleb Shudak K (PUP) Squadra di allenamento - 54 David Anenih OLB - 23 Trenton Cannon RB - 10 Dez Fitzpatrick WR - 19 Josh Gordon WR - 35 Chris Jackson CB - 29 Theo Jackson SS - 42 Joseph Jones ILB - 12 Mason Kinsey WR - 91 Larrell Murchison DE - 67 Xavier Newman-Johnson G - 49 Thomas Odukoya TE - 68 Sam Okuayinonu DT - 72 Jayden Peevy DE - 86 Kevin Rader TE - 70 Jordan Roos G - 76 Andrew Rupcich T - 5 Logan Woodside QB 53 attivi, 3 inattivi, 16 nella squadra di allenamento |
| Legenda - I rookie sono in corsivo. - Il primo ruolo è il principale mentre gli eventuali successivi indicano i ruoli secondari. - (IR) sta per Injured Reserve ed indica la lista ristretta per un solo giocatore infortunato che può tornare ad allenarsi dopo la settimana 6 e a rientrare in prima squadra dopo che questa ha giocato 8 partite. - (NF-Inj.) / (NF-Ill.) stanno rispettivamente per Non-Football Injured e Non-Football Illness ed indicano le liste dove viene inserito un giocatore che ha un infortunio o una malattia non dipendente dal football americano. - (PUP) sta per Physically Unable to Perform ed indica la lista dove viene inserito un giocatore mentre è in attesa di recuperare la condizione fisica. Nella stagione regolare dopo la sesta partita giocata dalla propria squadra, il giocatore ha tempo tre settimane per riprendere ad allenarsi, più tre settimane aggiuntive dal suo rientro agli allenamenti per rientrare in prima squadra. |

## Precampionato
Il 12 maggio 2022 sono state annunciate le partite dei Titans nel precampionato.
| Precampionato |                |                      |           |        |                  |         |
| Settimana     | Data           | Avversario           | Risultato | Record | Stadio           | Sintesi |
| 1             | 11 agosto 2022 | @ Baltimore Ravens   | S 10-23   | 0-1    | M&T Bank Stadium | Sintesi |
| 2             | 20 agosto 2022 | Tampa Bay Buccaneers | V 13-3    | 1-1    | Nissan Stadium   | Sintesi |
| 3             | 27 agosto 2022 | Arizona Cardinals    | V 26-23   | 2-1    | Nissan Stadium   | Sintesi |

## Stagione regolare

### Calendario
Il calendario della stagione regolare è stato annunciato il 12 maggio 2022. Il gruppo degli avversari, stabiliti sulla base delle rotazioni previste dalla NFL per gli accoppiamenti tra le division nonché dai piazzamenti ottenuti nella stagione precedente, fu giudicato come l'11º più duro da affrontare tra tutti quelli della stagione 2022.
| Stagione regolare |                   |                         |               |        |                         |         |
| Settimana         | Data              | Avversario              | Risultato     | Record | Stadio                  | Sintesi |
| 1                 | 11 settembre 2022 | New York Giants         | S 20-21       | 0-1    | Nissan Stadium          | Sintesi |
| 2                 | 19 settembre 2022 | @ Buffalo Bills (M)     | S 7-41        | 0-2    | Highmark Stadium        | Sintesi |
| 3                 | 25 settembre 2022 | Las Vegas Raiders       | V 24-22       | 1-2    | Nissan Stadium          | Sintesi |
| 4                 | 2 ottobre 2022    | @ Indianapolis Colts    | V 27-17       | 2-2    | Lucas Oil Stadium       | Sintesi |
| 5                 | 9 ottobre 2022    | @ Washington Commanders | V 21-17       | 3-2    | FedEx Field             | Sintesi |
| 6                 | Riposo            |                         |               |        |                         |         |
| 7                 | 23 ottobre 2022   | Indianapolis Colts      | V 19-10       | 4-2    | Nissan Stadium          | Sintesi |
| 8                 | 30 ottobre 2022   | @ Houston Texans        | V 17-10       | 5-2    | NRG Stadium             | Sintesi |
| 9                 | 6 novembre 2022   | @ Kansas City Chiefs    | S 17-20 (DTS) | 5-3    | Arrowhead Stadium       | Sintesi |
| 10                | 13 novembre 2022  | Denver Broncos          | V 17-10       | 6-3    | Nissan Stadium          | Sintesi |
| 11                | 17 novembre 2022  | @ Green Bay Packers (T) | V 27-17       | 7-3    | Lambeau Field           | Sintesi |
| 12                | 27 novembre 2022  | Cincinnati Bengals      | S 16-20       | 7-4    | Nissan Stadium          | Sintesi |
| 13                | 4 dicembre 2022   | @ Philadelphia Eagles   | S 10-35       | 7-5    | Lincoln Financial Field | Sintesi |
| 14                | 11 dicembre 2022  | Jacksonville Jaguars    | S 22-36       | 7-6    | Nissan Stadium          | Sintesi |
| 15                | 18 dicembre 2022  | @ Los Angeles Chargers  | S 14-17       | 7-7    | SoFi Stadium            | Sintesi |
| 16                | 24 dicembre 2022  | Houston Texans          | S 14-19       | 7-8    | Nissan Stadium          | Sintesi |
| 17                | 29 dicembre 2022  | Dallas Cowboys (T)      | S 13-27       | 7-9    | Nissan Stadium          | Sintesi |
| 18                | 7 gennaio 2023    | @ Jacksonville Jaguars  | S 16-20       | 7-10   | TIAA Bank Field         | Sintesi |

Note:
- Gli avversari della propria division sono in grassetto.
- Il simbolo "@" indica una partita giocata in trasferta.
- (M) indica il Monday Night Football, (T) il Thursday Night Football e (S) il Sunday Night Football.

## Premi

### Premi settimanali e mensili
- Randy Bullock:

giocatore degli special team dell'AFC della settimana 7
- Derrick Henry:

giocatore offensivo della AFC della settimana 8
giocatore offensivo della AFC del mese di ottobre
- Ryan Stonehouse:

giocatore degli special team della AFC del mese di ottobre
giocatore degli special team della AFC della settimana 10